# Trofej Alexeje Čerepanova
Trofej Alexeje Čerepanova je ocenění pro nejlepšího nováčka východoevropské ligy KHL. Od roku 1991 bylo ocenění udělováno v ruské Superlize a od roku 1986 v sovětské nejvyšší lize. Název podle Alexeje Čerepanova, který zemřel během zápasu KHL v roce 2008, nese od roku 2009.

## Držitelé
| Sezóna                      | Hráč                        | Tým                                 |
| Zdroj na eliteprospects.com | Zdroj na eliteprospects.com | Zdroj na eliteprospects.com         |
| --------------------------- | --------------------------- | ----------------------------------- |
| 2023/2024                   | Ilja Nabokov                | Metallurg Magnitogorsk              |
| 2022/2023                   | Nikita Grebyonkin           | Amur Chabarovsk                     |
| 2021/2022                   | Arseni Gritsyuk             | Avangard Omsk                       |
| 2020/2021                   | Jegor Činakov               | Avangard Omsk                       |
| 2019/2020                   | Artyom Galimov              | Ak Bars Kazaň                       |
| 2018/2019                   | Ilja Konovalov              | Lokomotiv Jaroslavl                 |
| 2017/2018                   | Vitalij Kravcov             | Traktor Čeljabinsk                  |
| 2016/2017                   | Vladimir Tkačov             | Admiral Vladivostok                 |
| 2015/2016                   | Arťom Aljajev               | Torpedo Nižnij Novgorod             |
| 2014/2015                   | Maxim Mamin                 | CSKA Moskva                         |
| 2013/2014                   | Andrej Vasilevskij          | Salavat Julajev Ufa                 |
| 2012/2013                   | Valerij Ničuškin            | Traktor Čeljabinsk                  |
| 2011/2012                   | Dmitrij Ljugin              | Amur Chabarovsk                     |
| 2010/2011                   | Pavel Zdunov                | Metallurg Magnitogorsk              |
| 2009/2010                   | Anatolij Nikoncev           | Avtomobilist Jekatěrinburg          |
| 2008/2009                   | Ilja Proskurjakov           | Metallurg Magnitogorsk              |
| 2007/2008                   | Oleg Piganovič              | Traktor Čeljabinsk                  |
| 2006/2007                   | Alexej Čerepanov            | Avangard Omsk                       |
| 2005/2006                   | Nikolaj Kuljomin            | Metallurg Magnitogorsk              |
| 2004/2005                   | Jakov Rylov                 | HK Dynamo Moskva                    |
| 2003/2004                   | Jevgenij Malkin             | Metallurg Magnitogorsk              |
| 2002/2003                   | Alexandr Sjomin             | HK Lada Toljatti                    |
| 2001/2002                   | Alexandr Frolov             | Křídla Sovětů Moskva                |
| 2000/2001                   | Kirill Kolcov Ilja Kovalčuk | Avangard Omsk HK Spartak Moskva     |
| 1999/2000                   | Ilja Bryzgalov              | HK Lada Toljatti                    |
| 1998/1999                   | Vitalij Višněvskij          | Torpedo Jaroslavl                   |
| 1997/1998                   | Arťom Čubarov               | HK Dynamo Moskva                    |
| 1996/1997                   | Jegor Podomackij            | Torpedo Jaroslavl                   |
| 1995/1996                   | Sergej Samsonov             | CSKA Moskva                         |
| 1994/1995                   | Sergej Gusev Alexej Morozov | CSK VVS Samara Křídla Sovětů Moskva |
| 1993/1994                   | Jevgenij Rjabčikov          | Molot Perm                          |
| 1992/1993                   | Neudělena                   |                                     |
| 1991/1992                   | Neudělena                   |                                     |
| 1990/1991                   | Andrej Trefilov             | HK Dynamo Moskva                    |
| 1989/1990                   | Vjačeslav Kozlov            | Chimik Voskresensk                  |
| 1988/1989                   | Pavel Bure                  | CSKA Moskva                         |
| 1987/1988                   | Artūrs Irbe                 | Dinamo Riga                         |
| 1986/1987                   | Michail Štalenkov           | HK Dynamo Moskva                    |